# レボリューション (テレビドラマ)
『レボリューション』（原題： Revolution ）は、アメリカ合衆国の終末SFテレビドラマ。地球規模のブラックアウト（大停電）によって社会が崩壊した後の世界を描く。
企画・原案はエリック・クリプキで、製作会社はJ・J・エイブラムス率いるバッド・ロボット・プロダクションズである。クリプキがショーランナーを務めた。
NBC系列で2012年9月17日に放送開始となり、第1シーズン（全20話）は月曜22:00-23:00枠（ET/PT）で放送され、2013年6月3日に終了した。第2シーズン（全22話）は、2013年9月25日より水曜20:00-21:00枠で放送された。第2シーズン終了直前、同シーズン限りでの打ち切りが正式発表された。2014年5月21日に放送された最終話はクリフハンガーであった。
日本では、2013年11月に第1シーズン（ファースト・シーズン）、2014年11月に第2シーズン（ファイナル・シーズン）のDVD・Blu-rayが発売。DVDレンタル・ネット配信も開始された。

## 概要
本作は、近未来のアメリカを舞台に、あらゆるテクノロジーを失った軍閥社会に住む人々のサバイバルや、家族・仲間の絆を描く物語である。彼らの冒険が進むにつれ、テクノロジー消失の引き金となった世界規模のブラックアウト（大停電）の原因も次第に明らかになり、エネルギー復旧をめぐる覇権争いが起こる。悪役のジャンカルロ・エスポジートによれば、本作は「サバイバル、権力、エネルギーについての物語」である。また、随所に、過去の人間関係やトラウマなどを描くバックストーリー（フラッシュバック）が挿入されている。
本作は『スーパーナチュラル』のクリエイター、エリック・クリプキが、『LOST』『FRINGE/フリンジ』『PERSON of INTEREST 犯罪予知ユニット』などで知られるJ・J・エイブラムスと組んだ”大作”として話題を呼んだ。
2012年9月17日に放送された第1話は、NBCのドラマ・デビューとしては過去5年で最高となる約1170万人の視聴者を獲得した（詳細は#視聴率・視聴者数を参照）。また、同11月2日付『エンターテインメント・ウィークリー』誌の「今週のMUSTリスト」ではトップに挙げられた。

## あらすじ

### 第1シーズンのあらすじ
西暦2012年、世界中で同時に起こったブラックアウト（大停電）により、電灯、テレビ、自動車、飛行機、電話、コンピュータなど、ほぼあらゆるテクノロジーが機能を停止し、電池さえも使えなくなる。そして、復旧の目処が全く立たないまま社会は荒廃し、従来の国家制度も崩壊してしまう。
15年後、北アメリカ大陸は、6つの軍閥政府によって分断支配される、前近代的な社会になっていた。ブラックアウトの鍵を握る人物の1人、ベン・マシスンはモンロー共和国の小さな村に、娘のチャーリー、息子のダニー、そして恋人のマギーとともにひっそりと暮らしていた。チャーリーたちの母レイチェルは数年前に行方不明になって死んだと思われており、マギーが子供たちの母親代わりだった。
ある日、馬に乗ったトム・ネヴィル大尉が率いるモンロー・ミリシア（武装軍）の一隊が現れ、ベンを捕まえようとする。電気を復旧させる方法を探るためである。ベンは、ミリシアに抵抗して撃たれそうになったダニーをかばって殺される。ネヴィルらは、ダニーを連れ去って行く。
ベンは死ぬ前、友人のアーロンにこっそりとペンダントを託す。また、チャーリーに、シカゴにいる弟で元軍人のマイルズ（チャーリーの叔父）の助けを求めるよう指示する。こうして、チャーリーたちの旅が始まる。
マイルズはモンロー・ミリシアに追われる身で、酒場を経営しながら隠匿生活を送っていた。チャーリーに対しても非協力的な態度を見せるが、ミリシアの襲撃を受け、結局、そこにいられなくなってしまう。チャーリーとマイルズたちは、反乱軍のノーラたちの助けを借り、ダニーの行方を追う。
やがて、死んだはずの母レイチェルがまだ生きていたことが判明する。彼女はモンロー将軍の捕虜として、エネルギー増幅器の開発を強要されていたのだった。テクノロジーは完全に使えなくなったわけではなく、アーロンがベンから託されたのと同様のペンダントを用いれば、電化製品などを起動させることが可能である。
ダニーを人質に取られたレイチェルは作業を急がざるを得なくなる。その結果、エネルギーを使えるようになったモンロー共和国は強力な軍事力を獲得する。モンロー軍は反乱分子たちを戦闘ヘリで次々と襲い、ダニーも犠牲になってしまう。
レイチェルはアーロンをタワーと呼ばれる、旧アメリカ政府が非常時のために用意しておいた地下施設に連れて行く。実はブラックアウトは、国防総省のグリーンエネルギー研究チームが開発したナノマシンが暴走したことにより発生したのだった。ベンとレイチェルも研究チームのメンバーだった。合計12個あるというペンダントにはナノマシンの作用を打ち消す力があるが、その有効範囲は限定されている。しかし、タワーはナノマシンの影響を受けておらず、その内部から全世界のエネルギーを同時に回復させることが可能だという。
同じ頃、モンロー軍も、かつてレイチェルの上司だったランドール・フリンに案内され、タワーに到着する。
ネヴィルは、息子ジェイソンが革命軍に寝返ったことからモンロー共和国での居場所がなくなり、自身も敵対国のジョージア連合に寝返っていた。しかし、マイルズたちに捕えられた後、革命軍に協力するようになる。さらに、タワー付近でモンロー軍の捕虜になると、今度は舌先三寸で兵士たちを丸め込み、モンロー共和国の乗っ取りに成功する。
アーロン自身は知らなかったが、タワーの作動プログラムは彼がMITの学生時代に書いたコンピュータ・コードに基づいていた。アーロンはレイチェルの指示通りにプログラムを書き換え、エネルギー回復に成功する。
すると、タワーの管制室に立て籠もったランドールが大陸間弾道ミサイルをアトランタとフィラデルフィアに向けて発射した後、自殺する。彼はアメリカ合衆国への忠誠心を密かに抱き続け、ジョージア連合とモンロー共和国の両者を同時に破壊するチャンスを待ち受けていたのだった。そして、そのニュースはグアンタナモ湾のコロニーで待機していたアメリカ大統領に届けられる。

## 登場人物

### レギュラー・キャラクター
シャーロット・”チャーリー”・マシスン (Charlotte "Charlie" Matheson)
演 - トレイシー・スピリダコス、日本語吹替 - 小林沙苗
2007年生まれ。ベンとレイチェルの娘で、マイルズの姪。好奇心旺盛で、強情かつ向こう見ずな性格。本作は主に彼女の視点から描かれる。母親なしで育ったため、弟ダニーを守ろうという気持ちが強く、ダニーをモンロー軍から取り戻すために奮闘する。子供の頃から狩りをしており、弓の扱いが得意だが、マイルズの手ほどきで剣の腕も上達する。道徳的な一途さからマイルズやレイチェルと度々衝突するが、ダニーの死後はモンロー軍への恨みも手伝って、敵に容赦しなくなる。
マイルズ・マシスン (Miles Matheson)
演 - ビリー・バーク、日本語吹替 - 咲野俊介
ベンの弟で、チャーリーの叔父。元アメリカ海兵隊員。剣の扱いにも長けている。ブラックアウト前はモンローの親友だった。実はモンロー共和国の創設メンバーの1人で、ミリシアの指揮官として兵士たちに非情さを植え付けた張本人である。その後、共和国に幻滅し、モンロー暗殺を企てるが、銃を突きつけたのみで引き金を引くことはできなかった。そして、裏切り者として追われる身となる。レイチェルがモンローに囚われていることは知らなかった。
ベンは死ぬ寸前まで、子供たちにはマイルズの存在すら知らせていなかった。チャーリーが初対面した時点では、偽名を使ってモンロー共和国のミリシアの目を逃れながら、酒場を営んでいた。当初はチャーリーに対して無愛想にふるまうが、次第に彼女の戦士としての成長ぶりに目を見張り、一目置くようになる。第1シーズン中盤より、反乱軍の指揮を執るようになる。
レイチェル・マシスン (Rachel Matheson)
演 - エリザベス・ミッチェル、日本語吹替 - 佐々木優子
ベンの妻で、チャーリーとダニーの母。旧アメリカ国防総省で、ベンとともにナノマシンの開発チームに所属していた。ブラックアウト後に行方不明になり死んだと思われていたが、実はモンローに囚われていた。ダニーを人質に取られ、エネルギー増幅器をモンローのために作る。マイルズらに救出されて間もなく、自分たちの位置をランダールに知られてしまうおそれから手持ちのペンダントを全て破壊する。ダニーをモンロー軍によって殺され、モンローへの復讐を誓う一方で、世界中でエネルギーを復旧させるため、タワーに向かう。
アーロン・ピットマン (Aaron Pittman)
演 - ザック・オース、日本語吹替 - 間宮康弘
ベンの友人。MIT卒業の天才プログラマーで、Googleの重役だった。ブラックアウト後は、妻をも守れない自分の脆弱さに直面し、結局、妻に別れを告げざるを得なくなり、それ以来ずっと罪悪感を抱いている。村では子供たちの教師役を務めていたが、死ぬ直前のベンからペンダント型のフラッシュメモリを託され、チャーリーとともに旅に出ることになる。自分では知らなかったが、ナノマシン開発やタワー建設には彼がMIT時代に考案したコードが利用されていた。第1シーズン最終話で、エネルギー復旧に成功する。
トム・ネヴィル少佐 (Major Tom Neville)
演 - ジャンカルロ・エスポジート、日本語吹替 - 金尾哲夫
ジュリアの夫で、ジェイソンの父。元は温和でお人好しの保険調査員だったが、ブラックアウト後の過酷な暮らしにより、無慈悲で狡猾な男に変貌した。第1話でモンロー・ミリシアの大尉 (captain) として登場。「Enemies of the State: Part 5」によると、モンローの命令によって、エネルギー復旧の鍵となるベンを4年間にわたって探し続けていた。ダニーを捕えた功績で少佐 (major) に昇進。目的達成のためには手段を選ばず、ジェイソンに対しても冷徹とさえ思える態度を取り、約束も簡単に反故にする。表面上はモンローの忠臣として働いていたが、ジェイソンの裏切りによって自分とジュリアが処刑される可能性が高くなったことから、敵国のジョージア連合に寝返る。その後、革命軍に乗り換えてジェイソンに歩み寄る姿勢を見せる。第1シーズン最終話では、モンローに対するクーデターを実行する。
ジェイソン・ネヴィル (Jason Neville)
演 - J・D・パルド、日本語吹替 - 遠藤純平
トムとジュリアの息子。当初はモンロー・ミリシアの一員としてマイルズを探す任務を帯びていた。ネイト・ウォーカー (Nate Walker) という偽名でチャーリーたちに近づき、マイルズの居場所をミリシアに知らせる。その後、チャーリーに惹かれるようになり、しばしば手助けをする。上司である父への兵士としての服従心と、人間としての良心の呵責の狭間で苦悩していたが、モンロー軍の戦闘ヘリが反乱分子の虐殺を始めるといたたまれなくなり、脱走して反乱軍に参加する。マイルズやチャーリーからは疑いの目で見られていたが、父を捕えて情報を引き出すことに成功し、仲間として受け入れられる。第1シーズン最終話のクーデターでは、次から次へと立場を変える父にあきれる。
セバスチャン・”バス”・モンロー将軍 (President/General Sebastian "Bass" Monroe)
演 - デヴィッド・ライオンズ、日本語吹替 - 桐本琢也
モンロー共和国の大統領（独裁者）で、モンロー軍の指揮官。マイルズとは幼馴染で、アメリカ海兵隊でも同僚・親友だった。ブラックアウト後、マイルズとともにモンロー共和国を設立。マイルズに暗殺されかかって以来、執着的にその行方を追っていた。また、レイチェルを長年にわたって地下牢に（マイルズに気取られないように）収容していた。ダニーを人質にレイチェルを脅迫し、エネルギー獲得と軍力強化に成功する。レイチェルの逃亡後は、彼女のかつての上司ランドール・フリンの協力で、さらなる増強を行う。第1シーズン最終話でクーデターに会うが、マイルズの助けで脱走する。
ノーラ・クレイトン (Nora Clayton)
演 - ダニエラ・アロンソ、日本語吹替 - 志田有彩
アメリカ合衆国の旗を密かに刺青し、その復活を切望する革命分子。爆発物の使用を得意とする。マイルズとは旧知の間柄で、モンロー・ミリシアに連行されているところを救われて仲間となり、他の革命家たちにマイルズを紹介する。離れ離れになっていた妹ミラと再会し、一緒に故郷のテキサスに戻る決心をしてマイルズたちに別れを告げる。しかし、ミラは自分たちが無事にテキサスに渡れるようにすることを条件に、モンロー・ミリシアにマイルズたちの居場所を知らせていた。それを知ったノーラは、ミアを1人で行かせて、マイルズたちを救出するために戻る。第1シーズン最終話、タワー内の戦闘で重傷を負い、マイルズの腕の中で息を引き取る。
ダニー・マシスン (Danny Matheson)
演 - グレアム・ロジャース、日本語吹替 - 三浦圭介
チャーリーの弟。慎重で思いやりがある。喘息を患っていることから、常に姉の世話になっていた。第1話で父を失い、モンロー・ミリシアに捕われる。モンロー共和国で母レイチェルと再会。マイルズらに救出された後、モンロー軍の戦闘ヘリを撃ち落としたところで自らも銃撃を浴び、英雄としての死を迎えることになる。死後、レイチェルによって、その体内から小さな装置が取り出される。実はダニーは生まれて間もなく心臓疾患で死ぬところだったが、ランドールのコネで実験的な生命維持装置を移植されていた。そして、その装置は、ナノマシンのおかげでずっと作動していたのだった。

### 準レギュラー・キャラクター
ベン・マシスン (Ben Matheson)
演 - ティム・ギニー、日本語吹替 - てらそままさき
チャーリーとダニーの父。ブラックアウトの原因となったナノマシンの開発チームのメンバー。ナノマシンは本来、安価なグリーンエネルギーを得る手段として研究されていたが、誤作動によって制御不能となり、またたく間に世界中に広まった。
第1話でモンロー・ミリシアによって殺されてしまうが、フラッシュバックでその過去が次第に明らかになる。
ランドール・フリン (Randall Flynn)
演 - コルム・フィオール
元アメリカ国防総省副長官。アフガニスタン紛争で息子を失ったことにより、ベンたちのナノマシン研究を軍事利用しようとした。ブラックアウト後も、ナノマシン開発チームの科学者たちを見つけ出してペンダントとエネルギー増幅器の製造を続けさせる。世界征服を餌にモンローに取り入り、タワーに導く。しかし、実はアメリカ合衆国への愛国心を捨てておらず、エネルギー復旧とともに、モンロー共和国とジョージア連合を同時に殲滅するためにICBMを発射し、自殺する。
グレイス・ボーモント (Grace Beaumont)
演 - マリア・ハウエル、日本語吹替 - 伊沢磨紀
国防総省のナノマシン開発チームのメンバーだった。ブラックアウト後は森の中の家に隠れ住んでいた。ダニーがモンロー・ミリシアから一時的に逃れた際、かくまう。ペンダントを使ってコンピュータで何者かと連絡を取り合っていたが、ランドールに捕われる。第1シーズン最終話でレイチェルとアーロンがエネルギーを復旧しようとした際、「かえって世界を破壊することになるかもしれない」と強く反対するが、受け入れてもらえない。
ジム・ハドソン (Jim Hudson)
演 - マリク・ヨバ
かつては、モンロー・ミリシアの大尉だった。マイルズがモンロー暗殺を企てた際に協力するが、暗殺に失敗したため姿をくらます。その後、偽名を用い、小さな町で平凡な結婚をして図書館長として暮らしていた。マイルズとノーラから革命軍への参加を求められるが、「マイルズに見捨てられた」という恨みと、妻との幸せな生活を守りたいという思いから拒否する。しかし、マイルズを追って来たモンロー軍に応戦せざるを得なくなり、妻にその正体が知られてしまうと、覚悟を決めて革命軍に加わる。その後、妻を人質に取られて脅迫され、革命軍を密かに裏切り、ジェイソンに殺される。
ジュリア・ネヴィル (Julia Neville)
演 - キム・レイヴァー
トム・ネヴィルの妻で、ジェイソンの母。夫の軍人としての活動を支持し、いずれはモンローに取って代わるべきだとすら考えていた。しかし、ジェイソンが革命軍に寝返ったために居場所を失い、夫とともにモンロー共和国を脱出せざるを得なくなる。
ジェレミー・ベイカー (Jeremy Baker)
演 - マーク・ペルグリノ
ブラックアウトの半年後、強盗たちになぶり殺しにされかかったところをマイルズに救われ、モンロー・ミリシアに加わることになった。マイルズがモンロー暗殺に失敗して逃げた後もモンロー軍に残り、モンローを補佐していた。しかし、再び暗殺されかかって疑心暗鬼となったモンローによって殺される。
ウィル・ストラウザー (Will Strausser)
演 - デヴィッド・ムニエ
モンロー・ミリシアの軍曹。自他共に認める社会病質者で、ミリシア時代のマイルズを怖れさせた唯一の存在である。ノーラの妹ミアを丸め込み、ノーラから反乱分子たちの居場所を聞き出させようとする。その後、レイチェルに殺される。
ケリー・フォスター大統領 (President Kelly Foster)
演 - レスリー・ホープ
ジョージア連合のリーダー。モンロー・ミリシアから脱走したトム・ネヴィルを自軍の指揮官として雇う。第1シーズン最終話でエネルギーが復旧すると、自身に向けてICBMが発射されたとも知らず、モンロー共和国への一斉攻撃を命じる。
プリシラ・ピットマン (Priscilla Pittman)
演 - モーリーン・セバスチャン
アーロンの元妻。ブラックアウト後にしばらくアーロンと行動を共にするが、「自分の妻を守れない」と思い詰めたアーロンから一方的に別れを告げられてしまう。10数年後、賞金稼ぎに護送されていたところを、タワーに向かう途中のアーロンに偶然見つけられ、救助される。アーロンに対する愛情は残っているものの、すでに11歳の娘を含む新しい家族ができていたため、アーロンと再び別れ、残りの家族が待つテキサスに戻る。第２シーズンでは、自身に眠るナノマシンの導きにより、とある街でアーロンと再会。再び行動を共にする。その後、アーロンと共にナノマシンを破壊しようとするが失敗。アーロンがコードを修正してしまった為に、ナノマシンに精神を支配されてしまう。

### その他のキャラクター
マギー・フォスター (Maggie Foster)
演 - アンナ・リース・フィリップス、日本語吹替 - 斎藤恵理
イギリス出身の医師。ブラックアウトのために海を渡ることが叶わなくなったが、イギリスに子供たちがいる。レイチェルの”死”後、ベンの恋人になり、チャーリーとダニーの母親代わりとなる。チャーリーとアーロンに同行するが、ダニー救出を待たずして強盗に殺される。
ジョン・サンボーン (John Sanborn)
演 - リーランド・オーサー
国防総省のナノマシン開発チームのメンバーだった。マイルズとレイチェルに協力を求められるが、その時点ですでに家族をランドールに人質に取られていたため、逆にマイルズたちを捕えてランドールに差し出す（マイルズたちはその後、脱出）。ランドールとともにフィラデルフィアに行き、モンロー共和国に協力する。捕虜となったノーラに幻覚剤を注射し、革命軍に関する情報を引き出す。マイルズとジェイソンたちがノーラを救出し、ヘリを奪ってタワーに向かう際に同行させられるが、補給用の燃料を探すために着陸した古い飛行場で、ジムに殺される。
エマ (Emma)
演 - アニー・ワーシング
ティーンの頃、マイルズの婚約者でありながら、バス・モンローとも関係を持つ。第1シーズン第15話で、バスに息子がいることを告げて死ぬ。

## ブラックアウト後の勢力分布

### 第1シーズンの勢力分布
第1シーズン第5話「Soul Train (爆弾列車)」に登場する地図によれば、北アメリカ大陸は少なくとも6つの国家または地域に分かれている。北東部に位置するのが旧カナダ沿海州や五大湖を含むモンロー共和国で、その南方にジョージア連合がある。中西部からロッキー山脈にかけての勢力がプレーンズ国。その南側に位置するテキサスは旧テキサス州 - オクラホマ州 - アーカンソー州 - ルイジアナ州から旧メキシコの一部にまでまたがっている。旧アリゾナ州 - ニューメキシコ州 - ユタ州からやはりメキシコの一部にかけての地域はウェイストランドと呼ばれる。そして、太平洋岸の旧ブリティッシュコロンビア州からバハ・カリフォルニア州にかけての地域を支配するのがカリフォルニア・コモンウェルスである。
第5話では、ジョージア連合とプレーンズ国が同盟を結んでモンロー共和国と敵対しているとも語られており、また旧イリノイ州南西部の国境付近でも小ぜり合いが起きているとされている。

#### モンロー共和国
モンロー共和国 (The Monroe Republic) は、セバスチャン・”バス”・モンロー大統領兼将軍に率いられる独裁軍事政権国家で、モンロー・ミリシアと呼ばれる武装軍を擁する。首都は旧ペンシルベニア州のフィラデルフィアにあり、独立記念館が国議会議事堂となっている。
元カナダのケベック州の一部と同ニューブランズウィック州とノバスコシア州の全域から元アメリカ合衆国の北東部にかける地域を支配している。西側の国境はミシシッピ川のスペリオル湖からオハイオ川にかけての部分である。すなわちオハイオ川が南側の国境だと思われ、そこから旧ウェストバージニア州の西側を（おそらく w:Roanoke River 沿いに）経由して旧バージニア州の南側から旧ノースカロライナ州の w:Albemarle Sound にまで続いている。東側の国境は大西洋で、 Albemarle Sound からセントローレンス湾のあたりにまで渡る。北西側の国境は旧アメリカ合衆国のそれと重なるらしく、ダルースから五大湖を抜け、セントローレンス川が大西洋にそそぐあたりまでである。
ジュリア・ネヴィルが夫トムに宛てた手紙によれば、首都フィラデルフィアは比較的安全だが、ピッツバーグの西方では反乱軍に攻撃されたり盗賊に襲われたりする危険があるという。
反乱軍は、モンロー・ミリシアに反抗し、アメリカ合衆国を再興させようとしている。中には、モンロー共和国では違法とされている星条旗を刺青している者もいる。彼らは時には、ジョージア連合から物資援助や武力協力を受けることもある。

#### ジョージア連合
ジョージア連合 (The Georgia Federation) は、ケリー・フォスター大統領をリーダーとする裕福な国家で、旧ジョージア州のアトランタを首都とする。北側に接するモンロー共和国と敵対関係にあり、いつでも全面戦争を行う構えでいる。
北側の国境については#モンロー共和国を参照。東側の国境は大西洋で、旧フロリダ州とルイジアナ州の一部を含むメキシコ湾沿岸が南側の国境となっている。西側の国境はミシシッピ川で、およそオハイオ川とバトンルージュに挟まれるあたりである。

#### テキサス
テキサス (Texas) については、第1シーズンではほとんど語られていない。ブラックアウト後、少なくともしばらくはモンロー共和国との間に緊張関係があったが、モンロー側が負けるのを怖れたため戦争には至らなかった。
東側の国境はミシシッピ川の、アーカンザス川とバトンルージュに挟まれる部分で、つまりメキシコ湾にまで至る。西方では旧メキシコ領にまで勢力が及んでいるが、劇中に登場した地図からは最南端の正確な位置はつかめない。西側の国境は旧テキサス州の州境と同じ（リオ・グランデ川の北側）だが、そこからエルパソ/シウダー・フアレスとビッグベンドの中間あたりを南西に横切り、カリフォルニア湾にまで届いている。

#### プレーンズ国
プレーンズ国 (The Plains Nation) の詳細は、第1シーズンでは明らかにされていない。どんな犯罪であろうと、その罰は死刑だという。第1シーズン終盤の舞台、タワー (The Tower) は同国内のコロラドスプリングスにある。

#### カリフォルニア・コモンウェルス
カリフォルニア・コモンウェルス (The California Commonwealth) のリーダーがアフレック知事 (Governor Affleck) だということ以外、第1シーズン終了時点ではほとんど語られていない。モンロー将軍がジェイソン・ネヴィルを使者としてカリフォルニア・コモンウェルスに送ろうとしたが、トム・ネヴィルの説得によって取り止めた。その他の使者が実際に派遣されたかどうかについては描かれておらず、両国の関係についても不明である。
西側の国境は太平洋岸沿いに、旧バハ・カリフォルニア・スル州 - バハ・カリフォルニア州 - カリフォルニア州 - オレゴン州 - ワシントン州、そして少なくともブリティッシュコロンビア州の一部にまで至り、さらに北方にまで延びている可能性もあるが、画面に映った地図からは最北端の位置は不明である。東側は旧ネバダ州やアイダホ州の一部を含んでいる。

#### ウェイストランド
ウェイストランド (The Wasteland) については第1シーズンの劇中で全く言及されておらず、地図からその位置と名称（通称？）がわかるのみで、具体的な国家が存在するかどうかも不明である。プレーンズ国、テキサス、カリフォルニア・コモンウェルスに挟まれる位置にあり、旧ニューメキシコ州とアリゾナ州をすっぽり含んでいる他、旧ユタ州 - ネバダ州 - アイダホ州の一部も含んでおり、南側は旧メキシコの一部まで延びているが、その最南端は地図からは不明である。

#### アメリカ合衆国コロニー
アメリカ合衆国 (The United States of America) はブラックアウト後に崩壊したと思われていた。第1シーズンを通して、反乱分子たちのアメリカ合衆国再興への願いが描写されている。第1シーズンの最終シーンにおいて、旧合衆国政府の最後の大統領を含む一部の残存者たちが旧グァンタナモ米軍基地周辺を拠点・植民地 (United States Colony) にしていることが明かされた。第2シーズンの予告編にも登場している。

### 第2シーズンの勢力分布
第1シーズン最終話でランドール・フリンによって発射された大陸間弾道ミサイルが、第2シーズン冒頭においてフィラデルフィアとアトランタに落ち、モンロー共和国とジョージア連合が壊滅した。そして、その数分後に再びブラックアウトが起きた。
第2シーズン第1話では、アメリカ合衆国の代表と名乗る女性がジョージア地域の難民キャンプにおいて、「モンローとフォスターがお互いを核ミサイルで攻撃するためにエネルギーを一時的に回復させた」と主張し、”合衆国復興”のための人材集めを行っている。
第2シーズン第1話にはテキサスとプレーンズ国も登場するが、その政治状況については語られていない。

## 製作

### 原案・企画
ホラードラマ『スーパーナチュラル』のクリエイターとして知られるエリック・クリプキは、同作の第5シーズン（2009年-2010年テレビシーズン）をもってショーランナーを降板した。2011年2月25日に放送された第6シーズン第15話「The French Mistake (もう1つのスーパーナチュラル)」というメタフィクション的エピソードに自分役でゲスト出演した際には、「新番組の企画を練るために山篭りしている」という設定であった。
2011年夏、エリック・クリプキは「スターバックスの店先で剣で戦う2人の男」という非現実的なイメージを思い付いた。『スーパーナチュラル』が「天井で燃えている少女」というイメージから始まったのと同様である。それは基本的に「現代のアメリカを舞台とする、『スター・ウォーズ』や『指輪物語（ロード・オブ・ザ・リング）』のような探求物語」というアイデアであった。
クリプキは「超ウイルスによって国の人口が激減した」という設定を考え、”ビッグ・ストーリー”の担い手とされるJ・J・エイブラムスに持ち込んだ。エイブラムスは「基本に戻った質素さ」という設定が気に入ったという。エイブラムスによると、現代社会は携帯電話や飛行機など、あまりにも便利過ぎるテクノロジーであふれており、かえってドラマ作りの障害となるため、『LOST』ではまさにそういうテクノロジーに簡単にアクセスできないという状況設定が用いられた。しかし、超ウイルスの設定はスティーヴン・キングの『ザ・スタンド』に酷似していることから、バッド・ロボット・プロダクションズがかねてから構想していた「国家規模のブラックアウト後のサバイバル」という設定が加えられた。エイブラムスは後日、クリプキのアイデアについて「せっかく関わるチャンスを生かさなかったら情けなくなってしまうような素晴らしい企画」「うちに持ち込んで来てくれて良かった」と述べている。
数週間後、クリプキとエイブラムスはNBCのバーバンク・オフィスで、エンターテインメント部の幹部たちと会合を持った。エイブラムスは15階の窓から見える101号フリーウェイの渋滞を指し示し、「この気忙しいロサンゼルスの競争社会を御覧なさい。もし、たった今、全てが停止したとしたら？」と切り出して幹部たちの興味を惹き付けた。そして、「車や明かりだけでなく、コンピュータやBlackBerryも使えないんです。あなたなら、どうやって帰宅しますか？お子さんや親御さんとどうやって連絡を取りますか？」と考えさせ、その場の全員が雑談気分で「自分ならこうする」と答え終わったところでようやく、そういう社会で「少女が叔父の戦士と協力し、誘拐された弟の救出に向かう」というストーリーについて話し始めた。
NBCでは『HEROES』（2006年-2010年）以降新しいヒットドラマがなく、『The Cape』や『THE EVENT/イベント』といった”ビッグ・アイデア”番組も失敗に終わっていた。そこで、2012年秋向けに大胆かつ画期的な新企画を探しているところだったため、この”超ハイコンセプト”を歓迎した。
数か月後にクリプキが最初に提出した脚本では、チャーリーの探求物語に焦点が当てられていた。しかし、NBC側からの要望により、キャラクターを増やして危機レベルを上げた”アンサンブル・エピック・シリーズ”に路線変更がなされた。
2011年9月25日、NBCがクリプキとエイブラムスの共作による”壮大なSFアドベンチャー・スリラー”番組『Revolution』のパイロット版を発注したことが発表された。
パイロット版の監督は『アイアンマン』シリーズ、『カウボーイ & エイリアン』などで知られる映画監督のジョン・ファヴローが担当した。
2012年5月、NBCが本作を2012年-2013年テレビシーズン向けの新番組として正式発注した。

### 構成
ヒロイン役のトレイシー・スピリダコスによれば、本作の謎解きは早いペースで行われ、次々と新たな謎が提示される仕組みになっているという。ショーランナーのクリプキも、謎を「ずるずると引っ張らないようにすることが大事」と述べており、第1シーズン終了時までにブラックアウトの理由が明かされ、さらにそれがスケールアップした展開に繋がる構成となっている。

### キャスティング
番組企画が固まるとすぐ、『ブレイキング・バッド』でエミー賞を受賞していたジャンカルロ・エスポジートがトム・ネヴィル役として採用された。
一方、ハン・ソロをモデルとするマイルズのキャスティングは難航し、配役が決まらないままパイロット版の撮影が始まった。その時点ではビリー・バークがモンロー将軍役であった。バークは元々、マイルズ役を希望していたが受け入れてもらえなかったのである。しかし、彼がモンロー役として圧倒的な存在感を示す様を見たエリック・クリプキとジョン・ファヴロー監督は「このままでは誰をマイルズ役にしても、バークに食われてしまう」と悟り、バークをマイルズ役に変更した。
レイチェル・マシスン役は当初、アンドレア・ロスが担当したが、エリザベス・ミッチェルと交代になった。
第1シーズン開始直後、『スーパーナチュラル』のキャストよりマーク・ペルグリノ、トッド・スタシュウィック、コリン・フォードの3人が本作に出演することが明らかにされた。エリック・クリプキは『スーパーナチュラル』の出演者たちの演技を高く評価しており、第2シーズンに登場予定のジム・ビーヴァーを含め、今後も同番組の出演者を本作に続々登場させる意向を表明している。

### 撮影
本作のパイロット版（第1話）はジョージア州アトランタで撮影された。ジョージア州では映像作品の製作費の最高3割相当の金額がタックス・クレジットされることから、アトランタ地域は”南部のハリウッド”と呼ばれるほど映像産業が盛んである。『ハンガー・ゲーム2』『w:Anchorman 2: The Legend Continues』などの劇場映画が撮影された他、2013年現在『ヴァンパイア・ダイアリーズ』を含む25本のテレビ番組が製作中である。
第1シーズンは主にノースカロライナ州ウィルミントン市およびその周辺で撮影された。例えば、オハイオ州立大学のシーンはノースカロライナ大学ウィルミントン校（UNCW）で撮影された。第1シーズン第4話の一部はサウスカロライナ州マートルビーチの w:Freestyle Music Park で撮影された。第19話と第20話の一部はローリー - ダーラム地域で撮影された。その他、 Castle HayneやBurgawなどでも撮影が行われた。ノースカロライナ州の場合、製作費が25万ドル以上かかった場合にその2.5割がタックス・クレジットされるようになっており、やはり映像産業が盛んである。しかし、2014年1月1日以降に製作の作品についてはタックス・クレジットを廃止するという法案が出たことから、映像産業が他州に流れることが懸念されている。
本作の第2シーズンの撮影地については、上記法案が出る前から複数の候補が検討されていたが、最終的にテキサス州オースティンが選ばれた。そして、2013年7月1日付で、さまざまなタイプのエキストラを募集する広告記事が出された。

### 番組名
2011年9月にすでに『Revolution』という番組名が発表されており、エリック・クリプキもそれを第一候補に挙げていた。しかし、『The Revolution』（”The”付）という新トーク番組がABC系列で2012年1月に放送開始となったために棚上げとなり、『Downfall』『Uprising』『Blackout』『Transistor』『Resistor』『Transponder』などの代替案が検討された。結局、ABCのトーク番組が短期打ち切りとなり、『Revolution』というタイトルの使用に支障がなくなった。

## マーケティング
2012年5月、予告編が初公開された。
NBCは2012年秋の2本の新シットコム番組『Go On』と『Animal Practice』の第1話を、ロンドンオリンピック中継の放送枠で先行放送した。『レボリューション』についても同様の企画が検討されたが、十分な長さの放送枠が確保できなかったため、マイケル・フェルプスの水泳競技の直後と予測される2012年8月4日午後10:54頃に、6分間のプレビューが組み込まれることになった。
同夏、NBCは「『レボリューション』の先行試写会はどの都市で行うべきか？」という投票キャンペーンをFacebookで展開した。トップ10に選ばれたメディア市場は、アトランタ 、ボストン 、シカゴ 、デンバー 、ロサンゼルス 、ミネアポリス 、ニューヨーク 、フィラデルフィア 、ソルトレイクシティー 、シアトルであった。同9月4日、まずニューヨークで1000人の客を招いた試写会が開催され、そのうち80人は固定された自転車をこいで電力を発生させるという演出が行われた。残り9都市の試写会は9月6日に行われた。
また、放送開始に先駆け、HuluとiTunes Storeおよび NBC.comにおいて第1話が配信開始となった。
2013年7月20日、サンディエゴ・コミコン（SDCC）の『レボリューション』パネルにおいて、第2シーズンの予告編が公開された。同予告編はYouTubeの「Revolution on NBC」公式チャンネルでも閲覧可能である。なお、同パネルの最後に、J・J・エイブラムス製作による2013年-2014年テレビシーズンのミッドシーズン向け新番組『Believe』の予告編もサプライズ公開され、同番組の共同クリエイターであるアルフォンソ・キュアロン（『ハリー・ポッターとアズカバンの囚人』の監督）と主要キャストの2人が登場した。

### デジタル・トレーディングカード
2013年7月20日、サンディエゴ・コミコン（SDCC）において、「Flock to Unlock」デジタル・トレーディングカード・キャンペーンが始動した。これは Warner Bros. Worldwide TV Marketing 、 DC Entertainment 、 NBC の協賛により、DCコミックスの作画アーティストが描いた合計7枚のトレーディングカードを集める企画である。SDCCの『レボリューション』パネルに集まったファンが「#RevolutionCon」というw:hashtagをツイートし、パネル・セッション終了前に規定の1500ツイートに達したため、その場で1枚目の「マイルズ・マシスン」カードが公開された。2枚目以降のカードもツイートが一定数集まった時点で1枚1枚公開される仕組みとなっている。各カードには簡略キャラクター・プロフィールに加え、隠し文字が1個入っており、合計7個の文字が集まると第2シーズンの謎解きメッセージになる。カードは本作の公式 Facebook 、 Twitter 、 Tumblr （#外部リンクを参照）で1枚ずつ公開され、2013年8月29日に最後となるセバスチャン・”バス”・モンローのカードが公開された。公開済みのカードは全て NBC.com の特設ページからダウンロード可能である。
デジタル・トレーディングカードのラインナップ
- マイルズ・マシスン (ビリー・バーク) - 公開済
- トム・ネヴィル (ジャンカルロ・エスポジート) - 公開済
- ジェイソン・ネヴィル (J・D・パルド) - 公開済
- セバスチャン・”バス”・モンロー (デヴィッド・ライオンズ) - 公開済
- レイチェル・マシスン (エリザベス・ミッチェル) - 公開済
- アーロン・ピットマン (ザック・オース) - 公開済
- シャーロット・”チャーリー”・マシスン (トレイシー・スピリダコス) - 公開済

## 放送状況

### アメリカ合衆国
本作のアメリカ合衆国における放送は2012年9月17日に、月曜夜10時枠で始まった。同枠は人気番組『The Voice』の直後であり、NBCが新ドラマ番組をデビューさせるには最高の放送枠であった。同10月2日、第1話から第3話までの成績が良好（平均視聴者数=980万人）だったことを受け、NBCはすでに発注されていた13話に9話を追加したフルシーズン22話の製作が決まったことを発表した。
本作は2012年11月26日放送分をもって、ポストプロダクションの遅れを取り戻すための一時休止に入り、2013年3月25日に放送を再開した。なお、いったん22話に決まっていたエピソード数は20話に短縮されることになった。
4か月にわたる休止期間中には視聴者サービスとして、2013年1月21日より NBC.com 、 YouTube、 Hulu および VOD で、『Wheatley’s Letters』と題したアニメ版ウェビソード（全6話）が順次配信開始となった。さらに2月25日より、『Enemies of the State』という実写版ウェビソード（全5話）も配信開始となり、テレビ本編の第10話までのエピソードもNBC.comで閲覧できるようになった。特に第1話（パイロット）は、エリック・クリプキとジョン・ファヴローによるw:picture-in-picture形式のコメンタリー付で提供された。
第1シーズン最終話は2013年5月27日に放送される予定だったが、6月3日に延期となった。4月15日に放送予定だったエピソードがボストンマラソン爆弾テロ事件のニュース特番に差し替えられた影響で、それ以降のエピソードが1週間ずつ後倒しとなったためである。結果的に、第1シーズン最終話は、スポンサーが重視する スウィープス期間のさらに外側に押し出されることになった。
2013年4月、第2シーズン（全22話）の製作が発表された。第2シーズンでは水曜夜8時枠に移動する。これは『LAW & ORDER:性犯罪特捜班』直前の放送枠となる。
本作の第2シーズン第1話の視聴者数は681万人（ratingは1.8）で、NBC系列の水曜20時枠のプレミアとしては前年比で20%増を記録した。同夜に放送された『LAW & ORDER:性犯罪特捜班』の第15シーズン・プレミアも好成績を残した。これらの番組の貢献により、NBC系列のプレミア水曜日の視聴率（rating）が前年比で26%上昇（1.9 → 2.4）し、2008年（2.5）以降最高のプレミア水曜日となった。
| Season | 放送枠 (ET/PT)             | エピソード数 | シーズン第1話放送日  | シーズン第1話放送日           | シーズン最終話放送日 | シーズン最終話放送日           | テレビシーズン | 順位 | 視聴者数 (万人) | Live + DVR 合計視聴者数 |
| Season | 放送枠 (ET/PT)             | エピソード数 | 日付                 | シーズン第1話 視聴者数 (万人) | 日付                 | シーズン最終話 視聴者数 (万人) | テレビシーズン | 順位 | 視聴者数 (万人) | Live + DVR 合計視聴者数 |
| ------ | -------------------------- | ------------ | -------------------- | ----------------------------- | -------------------- | ------------------------------ | -------------- | ---- | --------------- | ----------------------- |
| 1      | 月曜 22:00 - 23:00         | 20           | 2012年9月17日        | 1165                          | 2013年6月3日         | 617                            | 2012-2013      | #33  | 1053            | 1081                    |
| 2      | 水曜 20:00 - 21:00 (ET/PT) | 22 (予定)    | 2013年9月25日 (予定) | 不明                          | 2014                 | 不明                           | 2013-2014      | 不明 | 不明            | 不明                    |

### その他の国
- イギリス - Sky1局で2013年3月29日に放送開始[119]。
- オーストラリア - Fox8局で2012年9月に放送開始[120]。
- カナダ - City系列でアメリカ合衆国と同時放送[121]。
- 日本 - NOTTVで2013年1月8日に放送開始[6]。
- ニュージーランド - TV2局で2012年10月16日に放送開始[122]。
- フランス - TF1局で2013年に放送開始[123]。
- ポーランド - nC+局で2012年11月に放送開始。
- 南アフリカ共和国 - アメリカより1週間遅れてDSTV局で放送されており、同局から他のアフリカ諸国に衛星中継されている。

## エピソード

### 第1シーズン
| No. | エピソード名 (邦題/原題)                                  | 監督                             | 脚本                                                                   | アメリカ合衆国での初回放送日 | 製作 番号 | アメリカ合衆国での視聴者数 (万人) |
| --- | --------------------------------------------------------- | -------------------------------- | ---------------------------------------------------------------------- | ---------------------------- | --------- | --------------------------------- |
| 1   | "旅立ち" "Pilot"                                          | ジョン・ファヴロー               | エリック・クリプキ                                                     | 2012年9月17日                | 296830    | 1165                              |
| 2   | "決意の引き金" "Chained Heat"                             | チャールズ・ビーソン             | エリック・クリプキ                                                     | 2012年9月24日                | 2J7102    | 921                               |
| 3   | "絶体絶命" "No Quarter"                                   | サンフォード・ブックステイヴァー | モニカ・オウス＝ブリーン                                               | 2012年10月1日                | 2J7103    | 832                               |
| 4   | "母と子" "The Plague Dogs"                                | フェリックス・アルカラ           | アン・コフェル・ソーンダース                                           | 2012年10月8日                | 2J7104    | 801                               |
| 5   | "爆弾列車" "Soul Train"                                   | ジョン・カサー                   | ポール・グレロング                                                     | 2012年10月15日               | 2J7105    | 861                               |
| 6   | "悪徳の館" "Sex and Drugs"                                | スティーヴ・ボーヤム             | デヴィッド・ランボ                                                     | 2012年10月29日               | 2J7106    | 790                               |
| 7   | "兵士工場" "The Children's Crusade"                       | チャールズ・ビーソン             | マット・ピッツ                                                         | 2012年11月5日                | 2J7107    | 734                               |
| 8   | "悲しき裏切り" "Ties That Bind"                           | ガイ・ビー                       | デヴィッド・ランボ & メリッサ・グレン                                  | 2012年11月12日               | 2J7108    | 710                               |
| 9   | "葛藤と現実" "Kashmir"                                    | チャールズ・ビーソン             | ジム・バーンズ                                                         | 2012年11月19日               | 2J7109    | 702                               |
| 10  | "断たれた絆" "Nobody's Fault But Mine"                    | フレデリック・E・O・トーイ       | モニカ・オウス＝ブリーン & マット・ピッツ                              | 2012年11月26日               | 2J7110    | 854                               |
| 11  | "変わらぬ愛" "The Stand"                                  | スティーヴ・ボーヤム             | アン・コフェル・ソーンダース & ポール・グレロング                      | 2013年3月25日                | 2J7111    | 703                               |
| 12  | "偽りの人生" "Ghosts"                                     | ミゲル・サポチニク               | デヴィッド・ランボ & メリッサ・グレン                                  | 2013年4月1日                 | 2J7112    | 636                               |
| 13  | "正義の選択" "The Song Remains the Same"                  | ジョン・F・ショウォルター        | モニカ・オウス＝ブリーン & マット・ピッツ                              | 2013年4月8日                 | 2J7113    | 607                               |
| 14  | "幸運のナイフ" "The Night the Lights Went Out in Georgia" | ニック・コパス                   | ポール・グレロング                                                     | 2013年4月22日                | 2J7114    | 588                               |
| 15  | "帰郷" "Home"                                             | ジョン・カサー                   | デヴィッド・ランボ                                                     | 2013年4月29日                | 2J7115    | 549                               |
| 16  | "船上の反乱" "The Love Boat"                              | チャールズ・ビーソン             | メリッサ・グレン                                                       | 2013年5月6日                 | 2J7116    | 606                               |
| 17  | "長い一日" "The Longest Day"                              | スティーヴ・ボーヤム             | アン・コフェル・ソーンダース                                           | 2013年5月13日                | 2J7117    | 551                               |
| 18  | "荒野の殺人" "Clue"                                       | ヘレン・シェイヴァー             | 原案: Oanh Ly 脚本: ポール・グレロング & Oanh Ly                       | 2013年5月20日                | 2J7118    | 564                               |
| 19  | "汚れた手" "Children of Men"                              | フレデリック・E・O・トーイ       | デヴィッド・ランボ & ジム・バーンズ                                    | 2013年5月27日                | 2J7119    | 632                               |
| 20  | "旅路の果て" "The Dark Tower"                             | チャールズ・ビーソン             | 原案: エリック・クリプキ 脚本: エリック・クリプキ & ポール・グレロング | 2013年6月3日                 | 2J7120    | 617                               |

### 第2シーズン
第2シーズン（全22話）は、NBC系列において2013年9月25日より2014年5月21日まで、水曜20:00-21:00枠で放送された。
| No. (通算) | No. (シーズン) | エピソード名 (邦題/原題)        | 監督                       | 脚本                                                                                       | アメリカ合衆国での初回放送日 | アメリカ合衆国での視聴者数 (万人) |
| ---------- | -------------- | ------------------------------- | -------------------------- | ------------------------------------------------------------------------------------------ | ---------------------------- | --------------------------------- |
| 21         | 1              | "嵐の予感" "Born in the U.S.A." | スティーヴ・ボーヤム       | エリック・クリプキ                                                                         | 2013年9月25日                | 681                               |
| 22         | 2              | "There Will Be Blood"           | フィル・スグリッシア       | ポール・グレロング                                                                         | 2013年10月2日                | 546                               |
| 23         | 3              | "Love Story"                    | ヘレン・シェイヴァー       | デヴィッド・ランボ                                                                         | 2013年10月9日                | 545                               |
| 24         | 4              | "Patriot Games"                 | チャールズ・ビーソン       | 原案: アン・コフェル・ソーンダース 脚本: アン・コフェル・ソーンダース & ポール・グレロング | 2013年10月16日               | 542                               |
| 25         | 5              | "One Riot, One Ranger"          | フレッド・E・O・トーイ     | デヴィッド・ランボ & ベン・エドランド                                                      | 2013年10月23日               | 504                               |
| 26         | 6              | "Dead Man Walking"              | スティーヴ・ボーヤム       | 原案: トレイ・キャラウェイ 脚本: トレイ・キャラウェイ & ポール・グレロング                 | 2013年10月30日               | 487                               |
| 27         | 7              | "The Patriot Act"               | オマール・マダ             | アン・コフェル・ソーンダース & マット・ピッツ                                              | 2013年11月6日                | 521                               |
| 28         | 8              | "Come Blow Your Horn"           | チャールズ・ビーソン       | ロックニ・S・オバノン                                                                      | 2013年11月13日               | 517                               |
| 29         | 9              | "Everyone Says I Love You"      | スティーヴ・ボーヤム       | トレイ・キャラウェイ & ポール・グレロング                                                  | 2013年11月20日               | 537                               |
| 30         | 10             | "The Three Amigos"              | チャールズ・ビーソン       | デヴィッド・ランボ & アン・コフェル・ソーンダース                                          | 2014年1月8日                 | 593                               |
| 31         | 11             | "Mis Dos Padres"                | マイケル・オファー         | ロックニ・S・オバノン & ベン・エドランド                                                   | 2014年1月15日                | 478                               |
| 32         | 12             | "Captain Trips"                 | スティーヴ・ボーヤム       | ポール・グレロング & ジム・バーンズ                                                        | 2014年1月22日                | 528                               |
| 33         | 13             | "Happy Endings"                 | アーネスト・ディッカーソン | デヴィッド・ランボ & トレイ・キャラウェイ                                                  | 2014年1月29日                | 504                               |
| 34         | 14             | "Fear and Loathing"             | リズ・フリードランダー     | アン・コフェル・ソーンダース & マット・ピッツ                                              | 2014年2月26日                | 463                               |
| 35         | 15             | "Dreamcatcher"                  | ロクサン・ドースン         | ベン・エドランド & ポール・グレロング                                                      | 2014年3月5日                 | 476                               |
| 36         | 16             | "Exposition Boulevard"          | ニック・コパス             | デヴィッド・ランボ & トレイ・キャラウェイ                                                  | 2014年3月12日                | 463                               |
| 37         | 17             | "Why We Fight"                  | フレッド・E・O・トーイ     | ロックニ・S・オバノン                                                                      | 2014年3月19日                | 426                               |
| 38         | 18             | "Austin City Limits"            | ヘレン・シェイヴァー       | ポール・グレロング & ジム・バーンズ                                                        | 2014年4月2日                 | 440                               |
| 39         | 19             | "$#!& Happens"                  | ジョン・F・ショウォルター  | アン・コフェル・ソーンダース & David Reed                                                  | 2014年4月30日                | 432                               |
| 40         | 20             | "Tomorrowland"                  | デヴィッド・ボイド         | トレイ・キャラウェイ & Ryan Parrott                                                        | 2014年5月7日                 | 378                               |
| 41         | 21             | "Memorial Day"                  | ジョン・F・ショウォルター  | デヴィッド・ランボ & ベン・エドランド                                                      | 2014年5月14日                | 391                               |
| 42         | 22             | "Declaration of Independence"   | チャールズ・ビーソン       | ロックニ・S・オバノン & ポール・グレロング                                                 | 2014年5月21日                | 413                               |

### ウェビソード

#### Wheatley’s Letters
| No. | エピソード名                         | 配信開始日    |
| --- | ------------------------------------ | ------------- |
| 1   | "Wheatley’s Letters: May 7th"        | 2013年1月21日 |
| 2   | "Wheatley’s Letters: August 10th"    | 2013年1月28日 |
| 3   | "Wheatley’s Letters: October 15th"   | 2013年2月4日  |
| 4   | "Wheatley’s Letters: March 3rd"      | 2013年2月11日 |
| 5   | "Wheatley’s Letters: May 23rd"       | 2013年2月18日 |
| 6   | "Wheatley’s Letters: September 15th" | 2013年2月25日 |

#### Enemies of the State
| No. | エピソード名                   | 配信開始日    |
| --- | ------------------------------ | ------------- |
| 1   | "Enemies of the State: Part 1" | 2013年2月25日 |
| 2   | "Enemies of the State: Part 2" | 2013年3月4日  |
| 3   | "Enemies of the State: Part 3" | 2013年3月11日 |
| 4   | "Enemies of the State: Part 4" | 2013年3月18日 |
| 5   | "Enemies of the State: Part 5" | 2013年3月25日 |

## 映像ソフト

### リージョン1 (北米盤)
北米盤の第1シーズンBOX は、 DVD のみ（5枚組）と、DVD & Blu-ray コンボ・パック（DVD x 5枚 + Blu-ray x 4枚 = 合計9枚組）の2種類が、 w:Warner Bros. Home Entertainment より2013年11月6日に同時発売された。DVD の特典映像は合計約90分で、 Blu-ray にはさらに2013年ペイリー・フェスティバルのスタッフ&キャスト・セッション（約30分）および全20話のデジタル・コピーが併録される。
収録内容
- 本編全20話 - 16x9 Widescreen (Blu-ray = 1080p Full HD Video)
  - DVD 音声 - 英語 (5.1) , ポルトガル語
  - DVD 字幕 - 英語 SDH , フランス語, スペイン語 , ポルトガル語 , 中国語 , 朝鮮語 , タイ語
  - Blu-ray 音声 - 英語 (5.1) , ポルトガル語 , フランス語 , スペイン語 , 日本語
  - Blu-ray 字幕 - 英語 SDH , フランス語 , スペイン語 , ポルトガル語 , フィンランド語 , スウェーデン語 , オランダ語 , ノルウェー語 , 日本語 , デンマーク語

- Featurette “An In-Depth Look at the Revolution Pilot”
- Featurette “Creating a Revolution”
- Deleted Scenes
- NBC.com Webisodes
- Gag Reel
- (Blu-rayのみ) Revolution Cast & Creative Team at the 2013 Paley Festival
- (Blu-rayのみ) UltraViolet digital copy of all 20 episodes

## 反響・評価

### 他作品との比較
本作は、人気ケーブルテレビ番組の『ブレイキング・バッド』や『ウォーキング・デッド』と比較されることが多く、「ゾンビの出ない『ウォーキング・デッド』」とも言われる。これらの番組との違いについて、クリプキは「『レボリューション』の方が楽観的で、希望に満ちている」と述べている。主役陣のビリー・バークによれば、よくありがちな終末ものだという先入観で見ると裏切られるという。
また、『Dies the Fire』『ハンガー・ゲーム』『LOST』と比較されることもある。日本語メディアでは、『北斗の拳』と世界観が似ているとも言われ、軍閥が割拠する設定が戦国時代に譬えられることもある。

### 評論

#### 第1話の評価
放送開始直前のプレビューにおいて、『マイアミ・ヘラルド』紙の Glen Garvin は本作は少なくとも今のところは他のエイブラムス作品（『LOST』など）ほどややこしくなくパラレルワールドも出て来ない、「壮大で大胆かつ喧しい冒険譚・終末西部劇」と形容した上で、意外と楽しめるかもしれないと評した。テレビ評論家の Ed Bark は、本作には大作映画の雰囲気が漂っており、一定の質を保った素晴らしいアクション・シーンを次々と見せてくれると、好意的な意見を述べた。 『ウォール・ストリート・ジャーナル』紙の Dorothy Rabinowitz は、本作は質が高く、抗し難い活力とサスペンスの魅力にあふれているとし、「仮に今後同じ質を保てなかったとしても、少なくとも素晴らしい1時間を堪能させてくれた」と称賛した。
『Newsday』紙の Verne Gay は「あれもこれもどこかで見たことがあるという感が拭えず、『これは見たことないだろう』と思わせる要素がない」と、やや厳しい評価を与えた。
Flickfilosopher.com の Mary Ann Johanson は、「『レボリューション』は本物のSFに伴うはずの”頭を使う要素”を排除してアクションだけを求める人たち向けのSFだ。しかも正直なところ、アクションもそれほど優れているとは言えない」と酷評した。

#### 第1シーズンの評価
第1シーズンは Metacritic において、32レビューの加重平均値が100点満点中64点であった。
Zap2it の Geoff Berkshire は、第1シーズン最終話（第20話「The Dark Tower」）を「嘲笑に値する脚本と概ね下手な演技に支えられた、混沌的アクションに満ちたメチャクチャさ」と評した。そして、「他の全ての要素と同様に、ノーラの一見ヒロイックな死にも全く意味がない」「エリザベス・ミッチェルが好きだからこそ、こんな番組は降板してほしい」「休止期間（#放送状況を参照）の前には800万人以上だった視聴者数が600万人位にまで落ちた理由も頷ける」「来シーズンは水曜8時台に追いやられることになったが、すでに幼稚になってしまったこの番組をあらためて子供向けに路線変更するのに良い機会かもしれない。もしそうするなら、まずは過剰な暴力を減らしてくれ」などと苦言を呈し、「劇中のパワー（電力）は回復したが、ストーリーテリングのパワーはたった1シーズンの間に原始的な状態に退化してしまった。もし放送枠の変更に耐えることができたなら、この残骸をサルベージする方法があることを祈りたい」と結んだ。
『ハフィントン・ポスト』の Jason Hughes もシーズン後半に脚本の質が低下し、特にシーズン・フィナーレには無駄なシーンが多かったと述べた。Hughes によれば、シーズンを通してキャラクター作りがまともにできておらず、特に自分独自のストーリーラインがなかったノーラの死は起こりべくして起こったものだという。レイチェルにしても、「ダニーの死を無駄にしないよう電力を復旧させないといけないから、死にかけているノーラを見捨てる」という狭窄的な行動に走り、まるで悪役になってしまったとする。唯一、魅力あるキャラクターはトム・ネヴィルだが、それは単にジャンカルロ・エスポジートの演技が素晴しいだけで、脚本の良し悪しとは関係ないと指摘し、そのネヴィルがモンロー共和国を乗っ取ったことによって第2シーズンに少しは期待が持てそうだと述べた。
IGN の Roth Cornet は第1シーズン最終話について「これまでバラバラだった話を一気に切り捨てて、もっとわかりやすい方向に物語を導く新たなパイロット版」という皮肉混じりな評価を下した。また、「エネルギー回復によって、当初売り物だった大前提が取り払われてしまったのだから、第2シーズンではストーリーとキャラクターをジックリ作ってほしい」という希望を述べている。
『エンターテインメント・ウィークリー』誌の Emily Rome は、本作と『ワンス・アポン・ア・タイム』の間に「当初の目的が予想よりも早く、すでに第1シーズン最終話で達成されてしまった」という共通点があると指摘した。そして、『ワンス・アポン・ア・タイム』がその後スケールアップしたように、本作の今後にも期待したいと述べている。
TV.com の Tim Surette は、シーズン最終話の劇中で示された「パワーをオンにすると世界が焼き尽くされてしまう確率が10億分の1ある」という、ドラマ的に全く緊迫感のない確率にあきれながら、「『レボリューション』はほぼいつも低俗なのだが、つい楽しんでしまう類の低俗さであり、テレビ...特にNBCには、こういうエンタテインメントの居場所が確かに存在する」と指摘した。Surette は第1シーズンを通して本作のレビューを執筆しながら実は何度も「もう書きたくない」と思ったが、読者に説得されて継続したおかげで大満足できたという。

#### 製作側の反応と第2シーズンの展望
第1シーズンの放送が一時休止（#放送状況を参照）に入った際、ショーランナーのエリック・クリプキは「前半（第10話まで）にはストーリーがなかなか前に進まない場面が多かったが、後半では改善する」と語っていた。しかし、シーズン終了時には特に後半（第11話以降）に関する評価が厳しかった（上記#評論を参照）。これについて、クリプキは「シーズン後半は自分で見ていてもパワー不足だと感じた。第2シーズンでは改良する」と約束している。第2シーズンでは、これまでの善玉と悪玉が協力しなければ太刀打ちできないような油断ならない強敵が登場し、マイルズとモンローが仲間として活躍することになるという。クリプキは、第1シーズンを「戦争」のシーズンとするなら、第2シーズンは「ミステリとキャラクター」のシーズンになるだろうだと述べている。ただし、暴力描写については「今後も同じレベルで行く」という。
なお、第2シーズンにはテキサス・レンジャーも登場する。

### 視聴率・視聴者数
放送開始直前に w:Zap2it の w:TV by the Numbers コーナーで実施された「第1話の18-49歳層レイティング予想」アンケート調査では、3.0-3.4という予想が28.85%、続いて2.5-2.9が26.85%あり、4.0以上を予想した者は僅か8.54%であった。
2012年9月17日に放送された第1話は1160万人から1170万人の視聴者、18-49歳層で4.1のレイティングを獲得した。直前枠の人気番組『The Voice』（1340万人、 4.6レイティング）から多数の視聴者を受け継いだと分析されているが、新ドラマの第1話としては全ネットワークを通じて過去3年で最高の成績（2009年秋放送開始のABC系列のリメイク版『V』以来）であり、NBC系列の番組デビューとしては2007年秋の『BIONIC WOMAN バイオニック・ウーマン』（リメイク版）以来最高の成績である。『Hawaii Five-0』と『キャッスル 〜ミステリー作家は事件がお好き』のシーズン・プレミアが裏で放送された第2話の成績は921万人と3.4レイティング、第3話では832万人と3.2レイティングに後退したものの、長年苦戦していたNBCを3週連続にわたって18-49歳層の視聴率で首位に立たせることに貢献し、2012年秋唯一のブレイク番組だとも言われた。また、カナダ、オーストラリア、ニュージーランドでもトップ視聴率を記録した。
2013年6月3日に放送された第1シーズン最終話の視聴者数は617万人、18-49歳層のレイティング/シェアは 2.0/5 だった。
アメリカ合衆国の2012年-2013年テレビシーズンにおいて、18-49歳層のシーズン・トップ20に入った新番組は、本作と『ザ・フォロイング』（Fox系列のミッドシーズン番組）の2作品のみであった

### 受賞・ノミネート
| 年   | アワード                       | 部門             | 候補                       | 結果       |
| ---- | ------------------------------ | ---------------- | -------------------------- | ---------- |
| 2013 | ピープルズ・チョイス・アワード | 新テレビドラマ   | 『レボリューション』       | ノミネート |
| 2013 | サターン賞                     | 新テレビシリーズ | 『レボリューション』       | 受賞       |
| 2013 | サターン賞                     | テレビ主演男優   | ビリー・バーク             | ノミネート |
| 2013 | サターン賞                     | テレビ主演女優   | トレイシー・スピリダコス   | ノミネート |
| 2013 | サターン賞                     | テレビ助演男優   | ジャンカルロ・エスポジート | ノミネート |